# Lubmin
Lubmin er en administrationsby og kommune i det nordøstlige Tyskland, beliggende i Amt Lubmin i den nordvestlige del af Landkreis Vorpommern-Greifswald. Landkreis Vorpommern-Greifswald ligger i delstaten Mecklenburg-Vorpommern.

## Geografi
Mod nord grænser Lubmin til Greifswalder Bodden, der er en havbugt i Østersøen. Den nordøstligste ende af kommunen danner halvøen Struck, der ender ved udmundingen af Peenestrom. Det er et badested med kilometerlange sandstrande med lavt vand til den ene side og klitter og fyrreskov til den anden.
Nabokommuner er mod sydøst Kröslin og Rubenow, mod syd Wusterhusen og mod sydvest Brünzow. Lidt længere væk ligger mod vest universitetsbyen og hansestaden Greifswald og mod sydøst Wolgast, hvor der er forbindelse til øen Usedom. Lubmin er et lokalcenter for de omgivende kommuner..

### Kraftværker
En stor del af kommunens område har været anvendt af DDRs største atomkraftværk, Kernekraftværk Greifswald. Den første af fem reaktorer kom i drift i 1973 og yderligere fire kernereaktorer blev opbygget, den sidste færdiggjort i 1989. Hele anlægget blev lukket ned i 1990 på grund af strammede sikkerhedsstandarder.
Området er fortsat vigtigt for den tyske energisektor. Nord Stream naturgasledning fra Rusland når land i Lubmin, og DONG Energy havde i en årrække planer om at bygge et kulfyret kraftværk på stedet, men det blev opgivet efter stor lokal modstand.

## Eksterne kilder og henvisninger
1. ↑  Regionales Raumentwicklungsprogramm Vorpommern (RREP) 2010 Arkiveret 24. september 2015 hos  Wayback Machine - zentralörtliche Gliederung mit Ober-, Mittel- und Grundzentren, abgerufen am 12. Juli 2015
2. ↑  "Bürgerinitativ kein Steinkohlekraftwerk Lubmin". Arkiveret fra originalen 27. juni 2017. Hentet 6. juni 2017.
3. ↑  DONG dropper kulkraft i Greifswald information.dk 12. december 2009

- Wikimedia Commons har flere filer relateret til Lubmin
- Kommunens websted
- Befolkningsstatistik mm (Webside ikke længere tilgængelig)